# Zeche Brockhauser Tiefbau
Die Zeche Brockhauser Tiefbau ist ein ehemaliges Steinkohlebergwerk im Bochumer Stadtteil Sundern. 
Im Grubenfeld wurde schon seit Zeiten Kohle gegraben und es waren im 18. Jahrhundert Stollenzechen angelegt worden. Im 19. Jahrhundert hatten einige bereits einen eigenen Tiefbauschacht angelegt. Durch die Konsolidation der nachstehenden Zechen im Jahre 1873 sollte ein neuer gemeinsamer Tiefbauschacht angelegt werden: 
- Ignatius
- Friedrich
- Preußischer Zepter
- Ver. Treue & Amsterdam
- Diebitsch
- Glückswinkelsburg

Über dem Schacht entstand 1874/75 ein Malakowturm. Das Mauerwerk besteht aus Bruchstein, die Mauerecken aus Quadern von Ruhrsandstein-Mauerung. Es ist der einzige erhaltene dieser Bauart.
Die Fensterbögen wurden mit Ziegeln betont. Der Schacht erreichte die 3. Sohle bei ca. 200 m Teufe. Die maximale Förderung betrug 42920 t/a bei 185 Beschäftigten. 1886 wurde die Grube von der Zeche Carl Friedrich Erbstollen übernommen. Der Schacht diente nur noch als Wetterschacht, wurde jedoch im Jahre 1898 noch mit einem Lüfter ausgestattet. 1904 war der Abbau im Grubenfeld beendet und der Schacht wurde 1912 verfüllt. 
Heute ist der als Ruine erhaltene Malakowturm über die Straße Am Bliestollen zugänglich. Seit 1979 steht der Turm unter Denkmalschutz (A 020) 2015 wurde auf Initiative des Knappenvereins Schlägel & Eisen Bochum Stiepel-Dorf 1884 in Kooperation mit dem Stiepeler Verein für Heimatforschung das Dach erneuert.